# Creolo

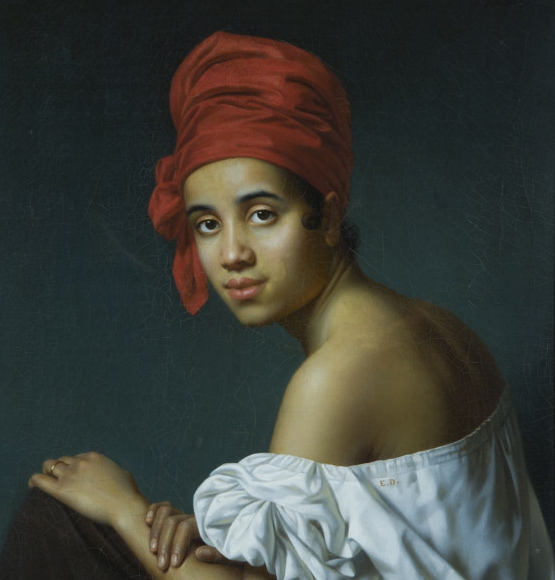
La Creola col turbante rosso, Jacques Amans

Il termine creolo deriva dall'antico castigliano criollo ("meticcio, servo nato in casa", e prima "pollo nato in casa", der. di criar, lat. "creare, allevare, nutrire"), e fu diffuso nelle altre lingue tramite il portoghese ed il francese alla fine del XVI secolo. Originariamente indicava gli individui nati nelle colonie americane da genitori entrambi di origine europea; in seguito si estese ad indicare i meticci, significato oggi prevalente.

## Origine
La parola fu inizialmente utilizzata per indicare persone di origine europea nate nelle colonie del Nuovo Mondo, per distinguerle ed enfatizzarne i costumi mutati rispetto agli immigrati di classe elevata nati in Europa.
Il termine e le sue varianti in altre lingue (crioulo, créole, kriolu, criol, kreyol, kriulo, kriol, krio, etc.) possono far riferimento a:
- una persona di origine europea nata nelle colonie spagnole, francesi o portoghesi d'America
- un meticcio nato da un genitore indigeno ed uno bianco, in particolare nelle Antille e nell'America centromeridionale
- una lingua creola, ossia un linguaggio nato da un pidgin di lingue europee e locali nelle colonie, o tra lingue originali diverse.

In alcuni paesi, il termine è poi spesso associato ad altri significati:
- negli Stati Uniti, ai meticci della Louisiana, con particolare riferimento a New Orleans
- in Venezuela e nel Centro America, a persone, animali o cose di origine locale (come il termine castizo in Spagna).

Il qualificativo di criollo si dà, poi, per estensione a tutto ciò che è prodotto da criollos o nell'ambito della cultura creola, come ad esempio il cavallo criollo, il pan criollo o vals criollo (valzer peruviano) e quindi come sinonimo di "nazionale" (soprattutto nel Cono Sud).